# Кхамсапханам
Кхамсапханам (тайск. คำสรรพนาม) — тайские местоимения, термин ваййакона, тайской грамматики, заимствованный из индийской лингвистической традиции. В отличие от индоевропейских языков, для тайского, в условиях строгости и простоты грамматики, характерно значительное богатство и свобода выбора местоимений. Местоимения отличаются от существительных по контексту. Кроме литературных форм в позиции местоимения может употребляться, к примеру, даже личное имя говорящего в первом лице.

## Бурутхинынг (บุรุษที่หนึ่ง, первое лицо)
- Чан (ฉัน) — я (ж.р.), как глагол означает слово «трапезничать».
- Дичан (ดิฉัน) — я (ж.р.)
- Ну (หนู) — я (ж.р.), употребляется в определённых ситуациях, как существительное означает слово «мышь» (см. Нону).
- Пхом (ผม) — я (м.р.), как существительное означает слово «волосы».
- Кан — я (м.р.), как глагол означает запрещать.
- Рау (เรา) — мы
- Пхуакрау (พวกเรา) — мы

## Бурутхисонг (บุรุษที่สอง, второе лицо)
- Тхан (ท่าน) — Вы
- Кхун (คุณ) — Вы

## Бурутхисам (บุรุษที่สาม, третье лицо)
- Кхау (เขา)— он, как существительное означает слово «гора».
- Тхы (เธอ) — она
- Ман (มัน) — оно (для животных или оскорбительно оценочное для людей)
- Пхуаккхау (พวกเขา) — они.